# Придворные

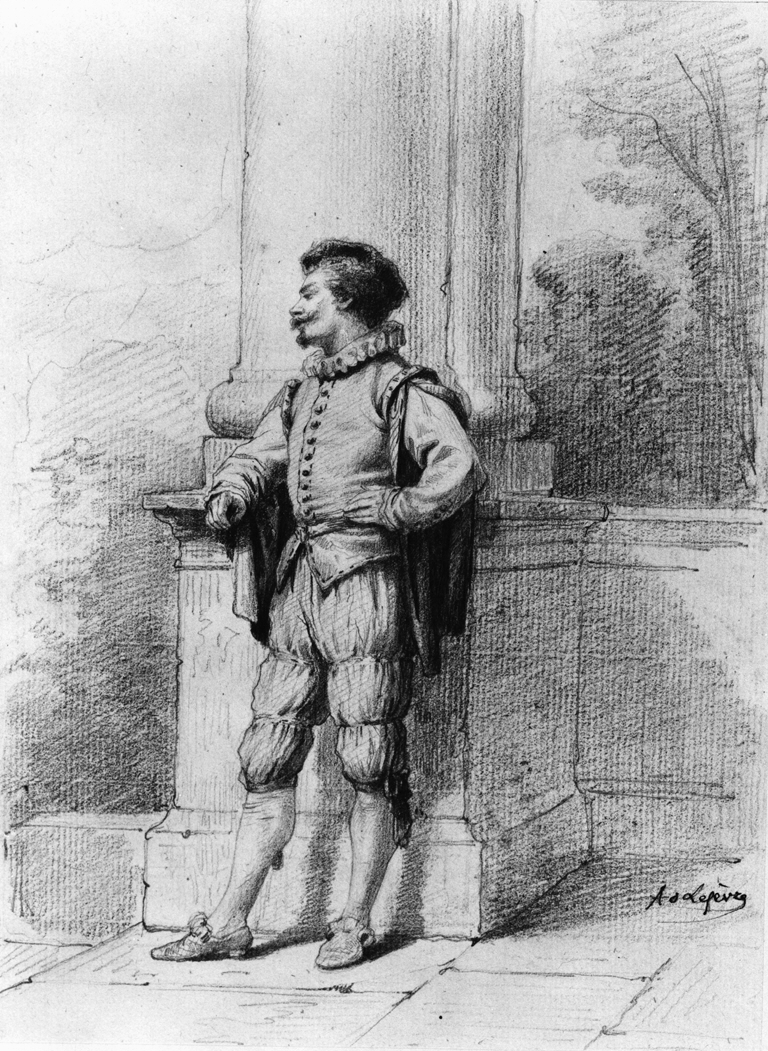
Придворный XVII века.

Придворные — служители монаршего двора, так или иначе прислуживающие монарху или членам его семьи. 

## В древности
Придворный строй древнего Востока, отчасти обусловленный теократическими воззрениями, во многих отношениях послужил образцом для подражания в европейских государствах, и следы этого влияния можно проследить до новейшего времени.
Во многих государствах древности отсутствовало принципиальное различие между органами государственного управления и органами управления частными делами государя. Таким образом, придворные чины вместе с тем ведали различными отраслями государственного управления.
Так, при римских цезарях высшие военачальники заведовали придворным штатом императора. Особенной сложностью отличался византийский придворный строй.

## Священная Римская империя
В Западной Европе уже при дворе франкских королей существовали высшие придворные должности: сенешаля (Dapifer, Seneschalk, Truchsess — собственно кухмейстер, затем главный прислужник монарха при столе и заведующий всем двором), маршала, камерария, шенка (Buticularius).
В Священной Римской империи соответствующие обязанности возлагались при торжественных случаях на имперских князей (нем. Reichsfürst). Уже при короновании Оттона I (936) лотарингский герцог Гизельберт выступал в роли камерария, герцог Франконии Эберхард — в роли сенешаля, швабский герцог Герман — в роли шенка, а баварский герцог Арнульф исполнял обязанности маршала.
Со времени Оттона III звание маршала постоянно присваивалось герцогу саксонскому, звание сенешаля — пфальцграфу рейнскому, звание камерария было предоставлено маркграфу бранденбургскому, звание шенка — сначала герцогу баварскому, а при Генрихе V — королю Чехии. К этим придворным чинам присоединились три архиепископа-эрцканцлера, и все они вместе образовали коллегию курфюрстов.
Со времени издания золотой буллы 1356 года высшие придворные чины были следующим образом распределены между курфюрстами: три курфюрста-архиепископа считались эрцканцлерами, курфюрст богемский — эрцшенком (Archipincerna), пфальцграф рейнский — эрцсенешалем (Archidapifer, Erztruchsess), курфюрст саксонский — эрцмаршалом (Archimarescallus), бранденбургский — эрцкамерарием (Archikamerarius). Когда во время Тридцатилетней войны Пфальц потерял курфюршество, то вместе с последним к герцогу баварскому перешло и звание эрцшенка; а когда по Вестфальскому договору Пфальцу было возвращено его курфюрстское право, то для пфальцграфа установлена была новая придворная должность — эрцшатцмейстера. При предоставлении курфюрстского права Ганноверу (1692) учреждена была новая придворная должность эрцзнаменосца (Erzpanneramt).
При дворе германского императора были ещё наследственные придворные должности, которые не принадлежали курфюрстам: эрцегермейстером (Archivenator) считался маркграф мейсенский, унтер-егермейстером (Subvenator) — князь шварцбургский, имперским форшнейдером — герцог мекленбургский. Особые придворные чины существовали и при дворе германской императрицы: аббат фульдский считался её эрцканцлером, аббат кемптенский — эрцмаршалом, аббат св. Максима (близ Трира) — эрцкапланом. Курфюрсты лично не исполняли при дворе императора обязанностей, сопряженных с их придворными званиями, а имели для этого особых представителей; это представительство также сделалось наследственным в известных дворянских родах. Отсюда звания эрбмаршала (Паппенгеймы), эрбсенешаля (Вальдбурги), эрбкамерария (Гогенцоллерны), эрбшатцмейстера (Цинцендорфы) и др.
Император Конрад III разрешил имперским князьям учреждать при себе придворные должности по образцу имперских. Число таких придворных должностей, часто соединённых со значительными доходами, размножилось, и они также сделались наследственными в известных родах. Даже могущественные светские фюрсты не брезговали принимать подобные должности при дворах духовных фюрстов; так, например, курфюрст саксонский считался обер-мундшенком аббата кемптенского. Наследственные придворные должности сохранялись в Германии и Австрии вплоть до начала XX века. Для отправления придворных должностей в торжественных случаях и во время придворных празднеств издавна вырабатывался известный церемониал, или придворный этикет. Особенно строгий этикет выработался в Испании, откуда он Карлом V был перенесён в Германию и утвердился при австрийском дворе.

## Новое и новейшее время
С наступлением эпохи абсолютизма французский король Людовик XIV поднял блеск монаршего двора на недосягаемый прежде уровень. Вся Европа подражала версальскому двору, а французский этикет стал образцом для придворных в других странах. После падения старого порядка Наполеон I создал вокруг себя новый блестящий двор, стремясь этим путём легитимизировать своё правление.
В XIX веке европейские дворы имели организацию, одинаковую в общем, но различную в деталях в зависимости от многочисленности придворного штата; это же относится к сохранившимся до настоящего времени королевским дворам Европы. Придворный штат, состоящий в ведении министерства двора, составляли придворные чины и придворные служители (придворные официанты). Действительную службу при дворе несли лишь высшие придворные чины, ведающие отдельные отрасли дворцового управления, и придворные официанты, исполняющие обязанности прислуги; большинство придворных чинов (камергеры, камер-юнкеры) пользовались лишь почётными званиями. Придворные звания обычно предоставлялись лишь дворянам, подобно тому, как и само дворянство исторически развилось из придворной службы.
В прежнее время лишь дворяне пользовались правом приезда ко двору, однако в XIX веке выдающиеся учёные, художники, парламентские деятели получали в Западной Европе официальные приглашения ко двору. Особая табель о придворных рангах определяла старшинство между лицами, являющимися ко двору. Строго соблюдался установленный церемониал, для чего существовали особые чины (церемониймейстеры). При появлении ко двору требовалась особая одежда, все детали которой особо установлены для отдельных случаев, например для придворных трауров.
При дворе германского императора и прусского короля придворные чины (Hofchargen) делились на верховные (Oberste Hofchargen), высшие (Oberhofchargen) и простые придворные чины (einfache Hofchargen). К придворному штату принадлежали также генерал-интендант королевской придворной музыки, лейб-медик и частная канцелярия короля. В особо торжественных случаях почётные обязанности исполнялись наследственными придворными чинами и, отчасти, представителями различных провинций. Придворный штат императрицы-королевы состоял в общем ведении обер-гофмейстерины; включал в себя придворных дам, лейб-медика и секретаря, не считая низших служителей и служительниц. Аналогичное устройство имели и дворы других европейских государей.

## Папский двор
Состав придворного штата папы образуется из чинов духовных и светских. К духовным придворным чинам принадлежат дворцовые кардиналы (протодатарий, секретарь по выдаче бреве, секретарь по приему прошений, статс-секретарь) и дворцовые прелаты (обергофмейстер и префект дворца, верховный камерарий, аудитор, гроссмейстер апостолического дворца), к светским — гроссмейстер святой госпиции, верховный гофмейстер, верховный шталмейстер и генерал-почтмейстер. К ним же относятся начальники папской гвардии. Наряду с этими придворными чинами папского двора ранее стояли и наследственные чины «чёрной знати» (князья Колонна и Орсини — ассистенты престола, князь Киджи — маршал римской церкви и страж конклава). Уже в средние века государи получали от пап разрешение иметь при себе придворных духовников. Протестантские государи учредили при своих придворных церквах должности придворных проповедников и капелланов.

## Россия
Древнерусским князьям, удельным и великим, прислуживали так называемые дворовые люди, образующие «княж двор». Из двора великого князя московского в XVI веке родился царский двор. Собственный двор имела царица. Хозяйственным обеспечением двора занимался приказ Большого дворца. Возглавлял этот приказ дворецкий с путём.
Дворовые люди носили следующие чины: бояре, окольничие, дворецкие, дворяне думные, стольники, чашники, стряпчие, сытники, ключники, конюшие, кравчие, оружничие, казначеи, спальники, постельничие, ясельничие, ловчие, сокольничие.
Пётр Великий заменил царский двор — императорским, а древнерусские названия придворных чинов иностранными. В табель о рангах он ввел и придворные чины мужского пола, установив, что они, как и гражданские чины, уступают первенство военным. Особая табель о рангах составлена была для придворных чинов женского пола; во главе их поставлена была обер-гофмейстрина Её Величества. Существовали также придворные медицинские звания.
Новое устройство придворному ведомству дал император Павел I, который указом 30 декабря 1796 г. определил следующий придворный штат:
1. обер-камергер, в ведении которого состояло 12 камергеров, 12 камер-юнкеров и 48 пажей, отправляющих должность рейт- и яхт-пажей;
2. обер-гофмейстер, которому подчинены были два гофмейстера и Придворная канцелярия, исполнявшая функции придворной кассы и контрольного учреждения;
3. обер-гофмаршал, которому подчинены были два гофмаршала и конторы Гоф-Интендантская, Придворная и Камер-Цалмейстерская;
4. обер-шенк, заведовавший погребами и винами;
5. обер-шталмейстер, который с двумя шталмейстерами заведовал всем конюшенным штатом, конюшнями, экипажами и конюшенной конторой;
6. обер-егермейстер, которому подчинены были егермейстер, унтер-егермейстер и егермейстерская контора;
7. обер-гофмейстрина, в ведении которой состояли гофмейстрины, 12 статс-дам и 12 фрейлин.

К 1 января 1898 года придворный штат Его Величества составляли 16 первых чинов Двора (3 обер-камергера, 7 обер-гофмейстеров, 1 обер-гофмаршал, 1 обер-шенк, 1 обер-шталмейстер, 2 обер-егермейстера и 1 обер-форшнейдер), 147 вторых чинов двора (41 гофмейстер, 22 шталмейстера, 9 егермейстеров, 2 обер-церемониймейстера, 1 гофмаршал, 21 человек в должности гофмейстеров, 35 человек в должности шталмейстеров и 16 человек в должности егермейстеров), 12 церемониймейстеров, 13 человек в должности церемониймейстеров, 176 в звании камергеров и 252 в звании камер-юнкеров.
Помимо придворных чинов (то есть дворян), во дворце трудилась масса придворных служителей низших сословий. Они, в свою очередь, разделялись на низших (камер-лакеи, камер-казаки, скороходы, вершники, арапы и прочие) и высших (камер-фурьеры, гоф-фурьеры, камердинеры, мундшенки, кофешенки, тафельдекеры, кондитеры и метрдотели).